# Dold Markovmodell

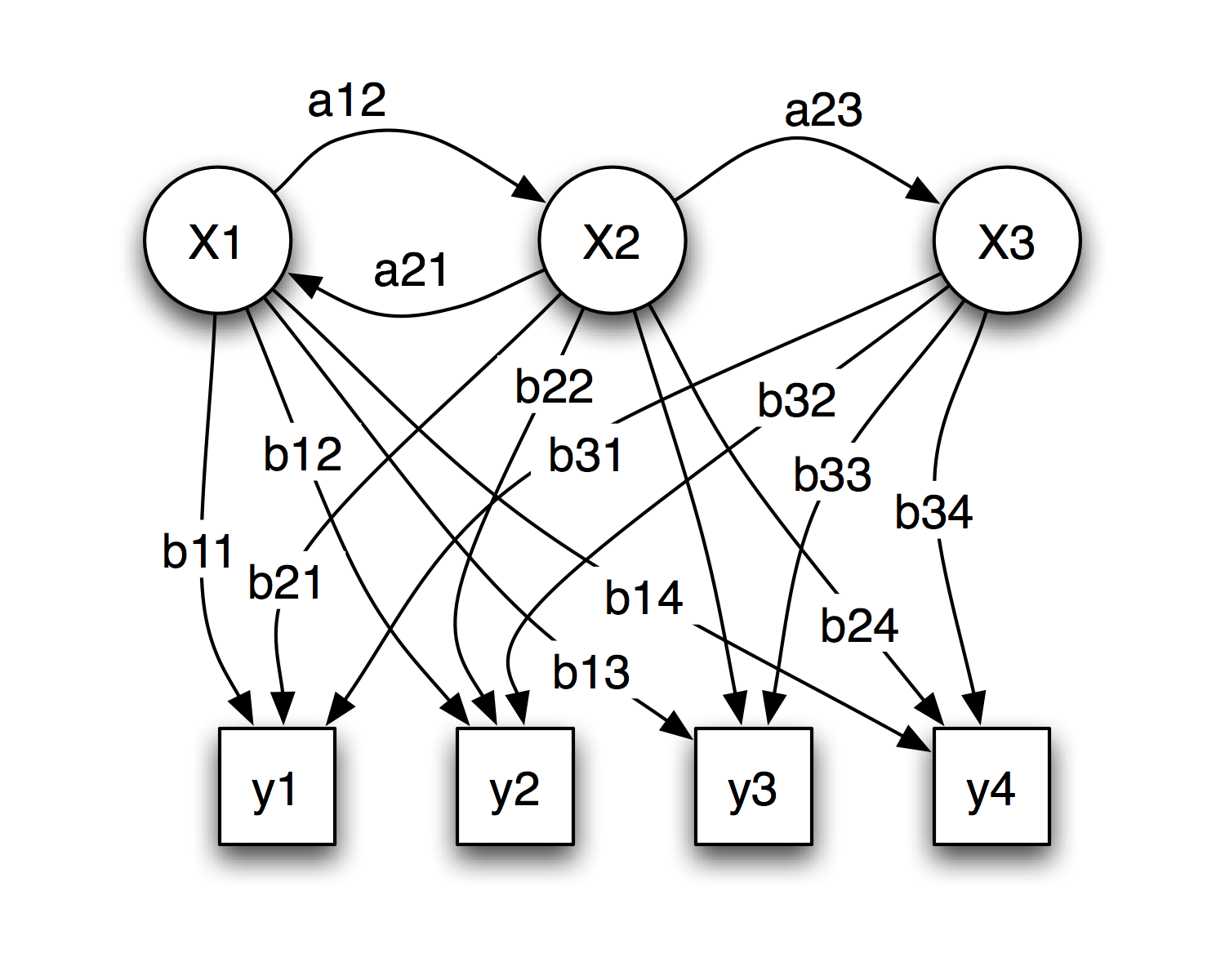
Exempel på en dold markovmodell
x – tillstånd
y – möjliga emitterade symboler
a – sannolikheter för övergången mellan tillstånd
b – sannolikheter för emittering av symbol

En dold Markovmodell, eller HMM (engelska: Hidden Markov Model) är en statistisk modell som används för att modellera processer i bland annat taligenkänning, tidsseriedata och mönster i molekylära sekvenser som till exempel DNA och proteiner.
En vanlig Markovkedja eller Markovmodell är ett system där processens förlopp kan bestämmas utifrån dess befintliga tillstånd utan kännedom om det förflutna. Skillnaden mellan en dold Markovmodell och en vanlig Markovkedja eller Markovmodell är att den dolda Markovmodellen inte direkt avslöjar vilket tillstånd det befinner sig i, utan att den istället emitterar en symbol som representerar observerbar data. Markovmodellens inre status är alltså dold.

## Källförteckning
1. 1 2  Yoon, Byung-Jun. ”Hidden Markov Models and their Applications in Biological Sequence Analysis” (på engelska). Current Genomics 10 (6):  sid. 402–415. doi:10.2174/138920209789177575. PMID 20190955. PMC: PMC2766791. https://www.eurekaselect.com/article/14880. Läst 1 juni 2024.